# Nolina pumila
Nolina pumila ist eine Pflanzenart der Gattung Nolina in der Familie der Spargelgewächse (Asparagaceae). Ein englischer Trivialname ist „Rose’s Beargrass“.

## Beschreibung
Nolina pumila wächst stammlos. Die variablen Laubblätter sind 20 bis 30 cm lang. Die Blattränder sind gezähnt.
Der kurz verzweigte Blütenstand wird 0,5 bis 1 m lang. Die Kapselfrüchte sind etwas gedrückt bis holzig in der Reife. Die Samen sind kugelförmig.
Sie ist in kaum bekannt.

## Verbreitung und Systematik
Nolina pumila ist in Mexiko in den Bundesstaaten Zacatecas und Coahuila in einem begrenzten Gebiet in Höhenlagen von 1000 bis 1200 m verbreitet. Sie ist mit verschiedenen Yucca- und Kakteen-Arten vergesellschaftet.
Die Erstbeschreibung erfolgte 1906 durch Joseph Nelson Rose.
Sie ähnelt Nolina parryi und Nolina bigelovii, den Vertretern der Sektion Arborescentes, die im Norden und Nordwesten vorkommen.

## Nachweise